# Слободан Мицкович
Слободан Мицкович (на македонска литературна норма: Слободан Мицковиќ) е писател, есеист, критик и преводач от Република Македония.

## Биография
Роден е на 18 юни 1935 година в Битоля, тогава в Югославия. Завършва Филологическия факултет на Скопския университет. Работи като редактор за художествена литература в издателската къща „Мисла“, както и в Македонския народен театър. Редактор е на списанието „Разгледи“. Доктор на филологическите науки. Преподава във Филологическия факултет „Блаже Конески“ в Скопие и е ръководител на Института за македонска литература. Бил е председател на Съвета на Стружките вечери на поезията.
Член е на Дружеството на писателите на Македония от 1965 година и на Македонския ПЕН център.

## Творчество
- Размислувања (критики, 1969),
- Толкувања (есета и критики, 1973),
- Време на песната (есета и критики, 1983),
- Поетските идеи на Конески (студия, 1986),
- Збор и разбор (студии, есета и критики 1990),
- Александар и смртта (роман, 1992),
- Да се убие Апостол (роман, 1994),
- Канал (роман, 1994),
- Трета генерација (есета и критики, 1995),
- Ах тој Париз што ја испи реката (роман, 1995),
- Историја на црната љубов(роман, 1996),
- Промена на Бога (роман, 1998),
- Книжевни текови (есета и критики, 1998),
- Куќата на Мазарена (роман, 1999, 2000).

Носител е на наградите „Димитар Митрев“, „Рациново признание“, първа награда на издателската къща „Зумпрес“, роман на годината на „Утрински вестник“.